# Neocrinus decorus
Neocrinus decorus is een zeelelie uit de familie Isocrinidae. De soort komt voor op dieptes tussen 154 tot 1219 meter in de Caraïbische Zee bij Venezuela. Hij groeit daar op harde substraten en steenachtige zeebodems.
De wetenschappelijke naam van de soort werd in 1864 gepubliceerd door Charles Wyville Thomson.

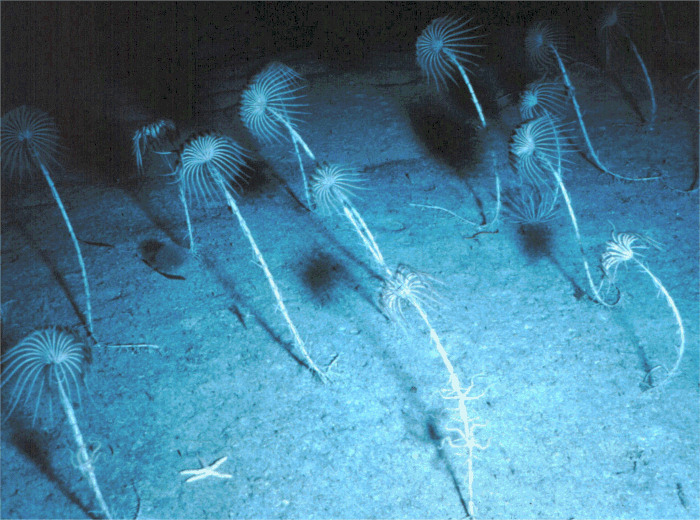
De soort in natuurlijke omgeving